# Blackberry Way

Blackberry Way är en poplåt skriven av Roy Wood, och utgiven som singel av den brittiska musikgruppen The Move i november 1968. Inspelningen producerades av Jimmy Miller. Låten hade en betydligt mörkare text än deras tidigare psykedeliska popsinglar och har beskrivits som en antites till The Beatles "Penny Lane".
Blackberry Way blev en av gruppens populäraste låtar, och deras enda singeletta i Storbritannien. Den blev också en hit i flera länder i Europa tidigt 1969, medan den förblev mestadels okänd i USA. Trots framgången med singeln tilltalade inte den musikaliska inriktningen gruppens basist och gitarrist Trevor Burton som lämnade The Move kort därefter.

## Listplaceringar
| Lista (1968-1969) |                  |
| ----------------- | ---------------- |
| Australien        | 14               |
| Finland           | 23               |
| Flandern          | 13               |
| Irland            | 2                |
| Nederländerna     | 14               |
| Norge             | 3                |
| Nya Zeeland       | 10               |
| Storbritannien    | 1                |
| Sverige           | 7 (Kvällstoppen) |
| Sverige           | 5 (Tio i topp)   |
| Vallonien         | 20               |
| Västtyskland      | 7                |
| Österrike         | 14               |